# Acianthera pacayana
Acianthera pacayana är en orkidéart som först beskrevs av Rudolf Schlechter, och fick sitt nu gällande namn av Rodolfo Solano Gómez och Soto Arenas. Acianthera pacayana ingår i släktet Acianthera och familjen orkidéer. Inga underarter finns listade i Catalogue of Life.